# Strombeek-Bever
Strombeek-Bever è un villaggio di 11 500 abitanti nella municipalità di Grimbergen, nella provincia del Brabante Fiammingo, in Belgio.

## Geografia
Quartiere posto a nord di Bruxelles, è separato da Grimbergen dalla strada R0 che circonda la città. Confina con Laken a sud e con Vilvoorde ad est.
La lingua ufficiale è l'olandese (come del resto in tutte le Fiandre). Strombeek è sede di una notevole comunità francofona.